# York (Pennsylvania)
York is een stad in de Amerikaanse staat Pennsylvania. De stad is gelegen in de York County, York is ook de hoofdplaats van deze county. Tijdens de volkstelling van 2000 had de stad 40.862 inwoners.
De stad wordt ook wel the White Rose City genoemd, wat witte rozenstad betekent. Deze bijnaam komt voort uit het feit dat even verderop de stad Lancaster is gelegen en beide vernoemd zijn naar de Engelse plaatsnamen c.q. huizen. De bijnamen zijn een ironisch bedoelde verwijzing naar de Rozenoorlogen tussen het huis Lancaster en het huis York.
York was in 1787 een kleine stad, en groeide gestaag uit naar een grote stad, in 1887 werd het officieel een stad.
De stad kent vele industriebedrijven. Een van de grootste is de motorfietsfabriek van Harley-Davidson, die meer dan de helft van de werknemers van Harley-Davidson tewerkstelt. Andere bekende producten zijn cv-ketels en onderdelen voor de sport gewichtheffen en vrijetijds- en trainingsversies daarvan. Verder werd de York Peppermint Pattie oorspronkelijk gemaakt in York, in 1998 werd de fabriek opgekocht door The Hershey Company.
Daarnaast is de stad bekend van de muziekband Live.

## Plaatsen in de nabije omgeving
De onderstaande figuur toont nabijgelegen plaatsen in een straal van 4 km rond York.

## Geboren
- Ernest Thomas Gilliard (1912-1965), ornitholoog, museumconservator
- John Michael Bishop (1936), immunoloog, microbioloog en Nobelprijswinnaar (1989)
- Sam Freed (1948), acteur
- Tom Wolf (1948), gouverneur van Pennsylvania
- Jeff Koons (1955), beeldend kunstenaar
- Ed Kowalczyk (1971), zanger
- Hali Flickinger (1994), zwemster